# Batalla de Tlatempa
La batalla de Tlatempa tuvo lugar el 5 de julio de 1859 en las inmediaciones de Zacatlán en el estado de Puebla, México, entre elementos del ejército liberal, al mando del general Juan N. Méndez y elementos del ejército conservador comandados por el general Carlos Oronoz quien era el comandante militar de Zacatlán durante la Guerra de Reforma. La batalla terminó como victoria liberal, dejando en una situación muy comprometedora al general Miramón pues este era amagado por el sur con las fuerzas de Ignacio Zaragoza, en el norte por Jesús González Ortega y desde el oriente por Santos Degollado.
- Datos: Q5723050